# Lucca
Lucca (olasz kiejtés: ['lukka] kiejtéseⓘ) város Olaszországban, Toszkána északnyugati részén, Firenzétől mintegy 80 km-re nyugatra. Lucca megye székhelye, korábban az 1160–1805 között fennállt Luccai Köztársaság fővárosa.

## Látnivalók
- Duomo di San Martino, 12. században épült dóm
- Városfal, amely a belvárost veszi körül. A falakról szép kilátás nyílik a városra és környékére.
- San Michele in Foro templom a 12. századból
- San Giusto-templom
- Giacomo Puccini szülőháza
- Museo Nazionale di Villa Guinigi (Nemzeti Múzeum)
- Állami Képtár, Veronese, Tintoretto és Reni képeivel

## Híres luccaiak
- Giuliano Amato olasz miniszterelnök, akadémikus itt járt középiskolába
- Chet Baker zenész az itteni börtönben ült drogozásért
- Luigi Boccherini zeneszerző, csellista itt született
- Alfredo Catalani zeneszerző itt született
- Matteo Civitali (1436–1502) szobrász, építész, mérnök itt született
- Francesco Geminiani zeneszerző, hegedűs itt született
- Carlo Lombardi (színész) (1900–1984) itt született
- III. Luciusz pápa itt született
- Giacomo Puccini zeneszerző itt született
- Eros Riccio sakkjátékos
- II. Sándor pápa korábban Lucca püspöke volt
- Szent Zita itt élt